# Ingvar Kärnefelt
Ingvar Kärnefelt (ur. 1944 w Göteborgu) – szwedzki lichenolog.
Początkowo planował zostać dentystą i w latach 1966–1967 rozpoczął studia na Uniwersytecie w Kolonii. W trakcie studiów  zmienił jednak zainteresowania i zaczął studiować biologię na Uniwersytecie w Göteborgu, później kontynuował studia biologiczne na Uniwersytecie w Lund. W 1979 roku obronił pracę doktorską o porostach z rodzaju Cetraria (płucnica). Praca ta została później nagrodzona przez Królewskie Towarzystwo Krajoznawcze w Lund za najlepszą rozprawę doktorską z botaniki na Uniwersytecie w Lund w ciągu ostatnich 5 lat. Kärnefelt został profesorem nadzwyczajnym na Wydziale Botaniki Systematycznej Uniwersytetu w Lund i w czasie swojej pracy zawodowej był promotorem kilku doktorantów.
Zainteresowania badawcze Kärnefelta obejmują rodziny tarczownicowate (Parmeliaceae) i złotorostowate (Teloschistaceae). Opisał w nich wiele nowych taksonów. W 1987 roku rozpoczął projekt dotyczący statusu zagrożonych porostów w południowej Szwecji. Projekt ten, przedłużony do 1995 r., zapewnił finansowanie jego doktorantom i zaowocował opublikowaniem w 1997 r. wysoko cytowanej książki. W 1994 r. Kärnefelt został dyrektorem Botaniska trädgården, a w 2000 r. profesorem zwyczajnym. Udało mu się uzyskać fundusze, z których wspierał digitalizację i konserwację zbiorów w szwedzkich muzeach biologicznych. W latach 1992–1996 był  prezesem International Association for Lichenology (Międzynarodowe Towarzystwo Lichenologiczne), a następnie został dożywotnio wybrany honorowym prezesem tego stowarzyszenia. W latach 1997–2005 był redaktorem naczelnym czasopisma Nordic Lichen Society, Graphis Scripta, a od 2001 jest członkiem rady redakcyjnej Nordic Journal of Botany.
Przy nazwach naukowych utworzonych przez niego taksonów dodawane jest jego nazwisko Kärnefelt. Uczczono go tworząc od jego nazwiska lub imienia eponimy – nazwy rodzajów i gatunków porostów: Ingvariella Guderley & Lumbsch (1997 Kaernefeltia A.Thell & Goward (1996, Kaernefia S.Y.Kondr., Elix, A.Thell & Hur (2013), Caloplaca kaernefeltii S.Y.Kondr., Elix & A.Thell (2009), Catapyrenium kaernefeltii Breuss (1993), Hypotrachyna kaernefeltii Divakar, A. Crespo, Sipman, Elix & Lumbsch (2013), Placomaronea kaernefeltii M. Westb., Frödén & Wedin (2009), Xanthoria kaernefeltii S.Y.Kondr., D.J.Galloway & Goward (2010).